# Castleisland
Castleisland (Iers Oileán Chiarraí) is een plaats in het Ierse graafschap Kerry. De plaats telt 2.162 inwoners.